# سیارک ۲۵۴۵۵
سیارک ۲۵۴۵۵ (به انگلیسی: 25455 Anissamak، نامگذاری:1999XP12) بیست و پنج هزار و چهارصد و پنجاه و پنجمین سیارک کشف شده‌است که در ۵ دسامبر ۱۹۹۹ کشف شد.
قدر مطلق سیارک برابر ۱۷.۰ است.